# Raivo Vare

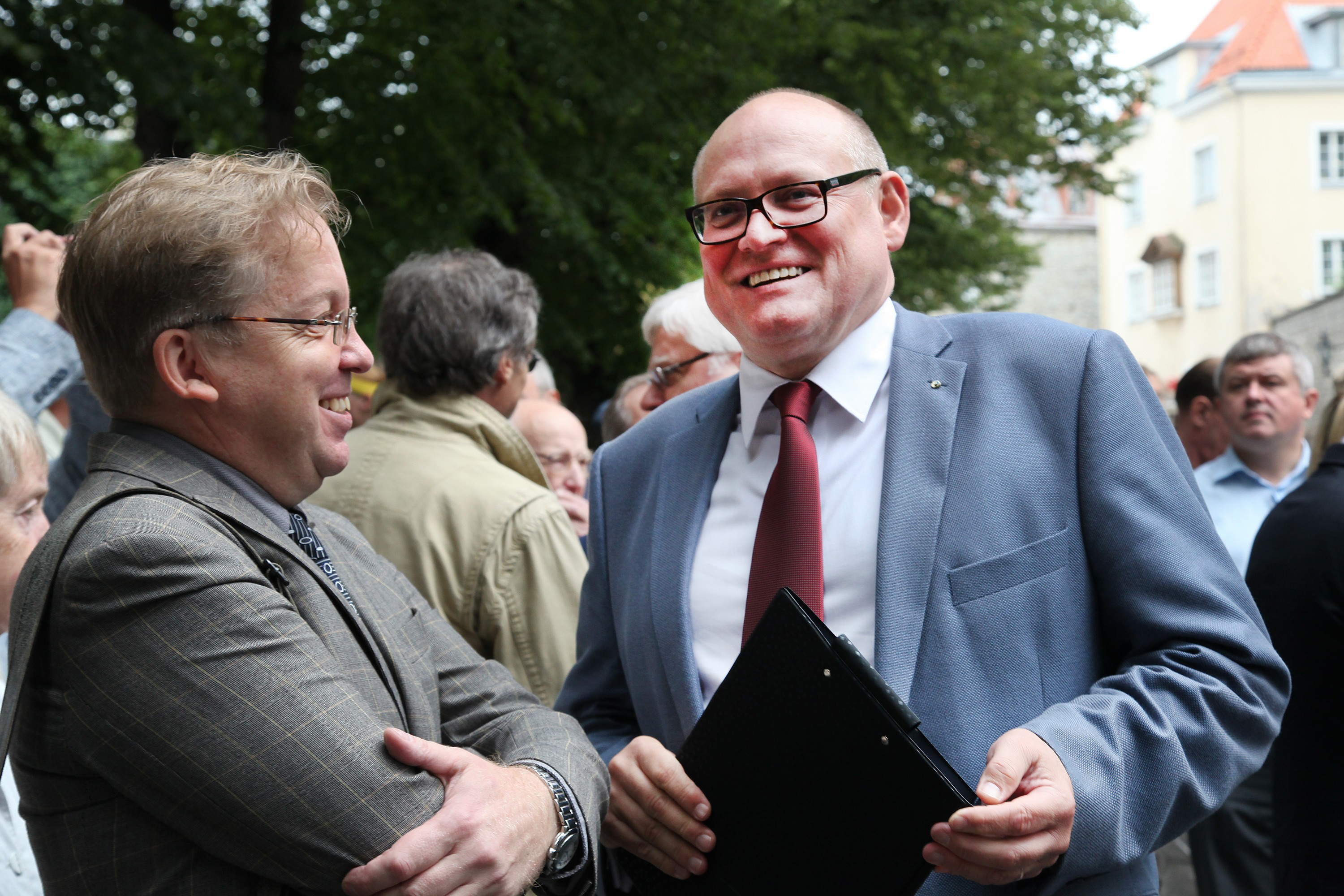
Raivo Vare

Raivo Vare (* 11. Mai 1958 in Tallinn) ist ein estnischer Politiker und Unternehmer.

## Leben
Raivo Vare wurde als Sohn des sowjetischen Militärhistorikers Vello Vare (1923–2007) geboren. Er schloss 1980 sein Studium der Rechtswissenschaft an der Staatlichen Universität Tartu ab. Von 1985 bis 1990 war Vare stellvertretender Abteilungsleiter im Präsidium des Obersten Sowjets der Estnischen SSR.
Mit Wiedererlangung der estnischen Unabhängigkeit war Vare im Kabinett von Ministerpräsident Edgar Savisaar von 1990 bis 1992 als Staatsminister (estnisch riigiminister) für Sicherheitsfragen zuständig. Von 1993 bis 1996 war er als Direktor einer Tallinner Bank tätig, bevor er wieder in die Politik wechselte. Von November 1995 bis November 1996 bekleidete Vare das Amt des Verkehrs- und Infrastrukturministers im Kabinett von Ministerpräsident Tiit Vähi und von März 1997 bis März 1999 dasselbe Amt im Kabinett von Ministerpräsident Mart Siimann. Vare gehörte keiner Partei an.
Nach seinem Ausscheiden aus der Regierung ging Vare erneut als Transport- und Logistikexperte in die freie Wirtschaft.